# Atún encebollado

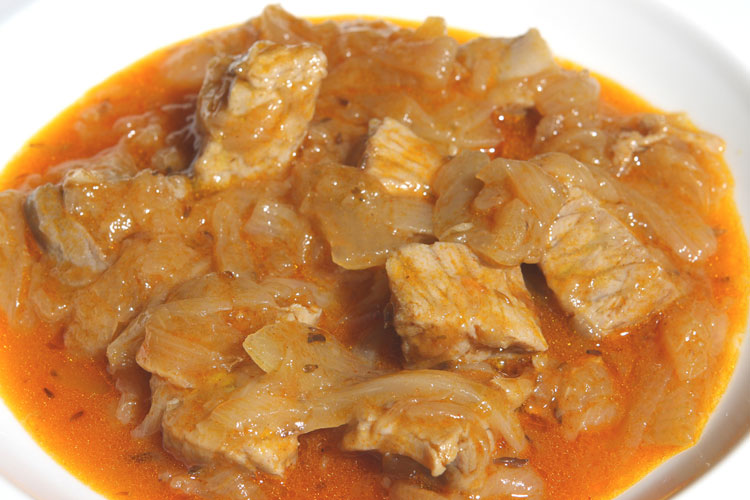
Un plato de atún encebollado.

El atún encebollado (denominado también localmente como atún encebollao) es un guiso de atún tradicional de la provincia de Cádiz. Plato marinero de simple preparación en el que participan sólo dos ingredientes: la cebolla en gran cantidad y el atún cortado en tacos. Suele apreciarse mejor la elaboración de este plato si el atún es procedente de la ventresca o el morrillo (partes diferentes del despiece del atún). Se suele aromatizar el guiso con hojas de laurel y vino de Jerez. Se sirve este plato bien caliente.